# Capucin, Dominica
Capucin este un oraș din Dominica.